# Anillo de Raschig

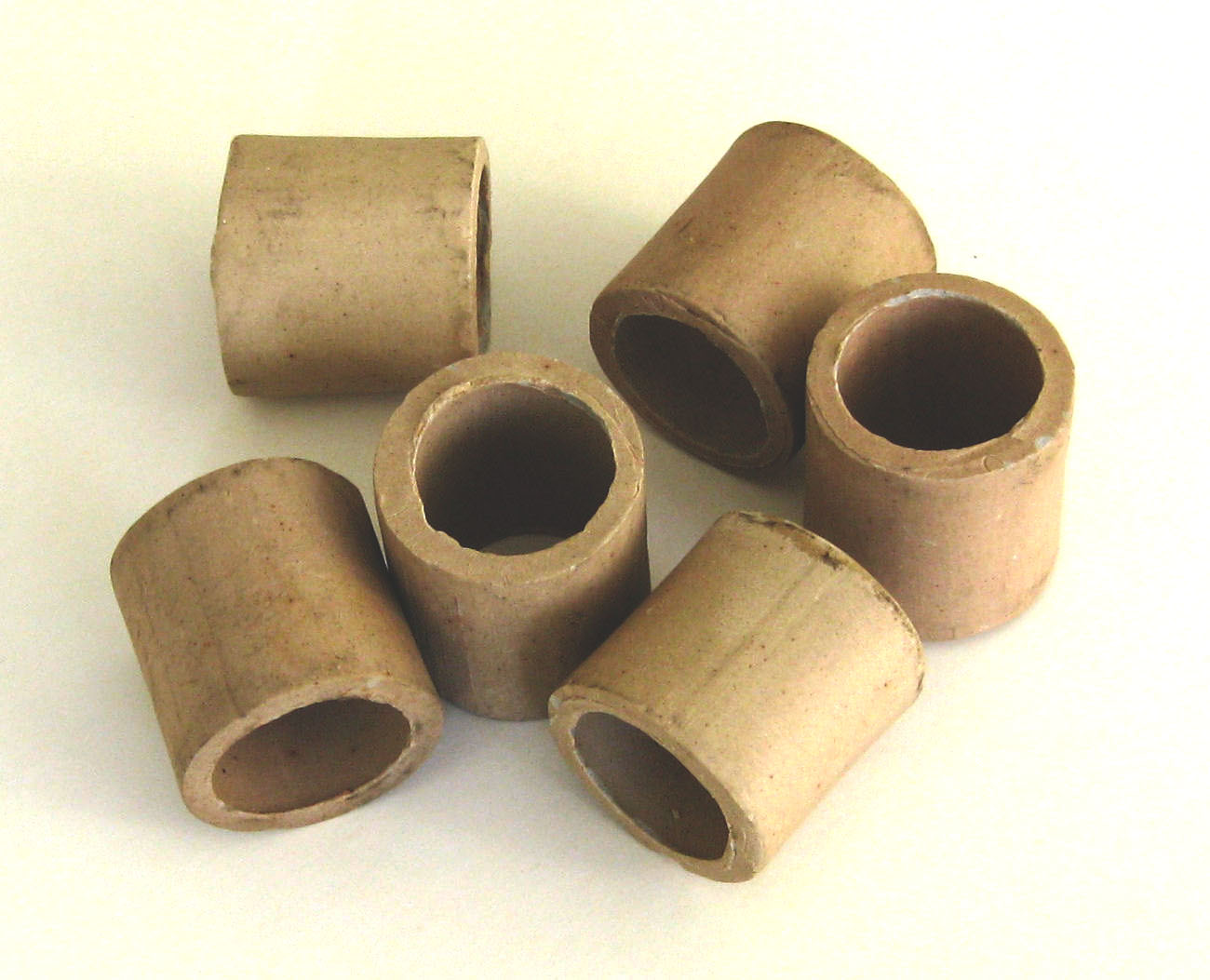
Anillos de Raschig fabricados con material cerámico (diámetro: 25 mm).

Los anillos de Raschig (llamados así en honor a su inventor, el químico alemán Friedrich August Raschig) son piezas de geometría tubular cuyo diámetro es aproximadamente igual a su longitud y que se emplean como relleno para columnas en procesos de destilación y en otros procesos químicos ingenieriles. Generalmente se fabrican con material cerámico o metálico y poseen una elevada superficie específica, lo que facilita la interacción entre una fase líquida estacionaria y una fase móvil gaseosa.
Los anillos de Raschig conforman lo que se conoce como relleno aleatorio, y el propio Friedrich Raschig logró llevar a cabo con ellos destilaciones mucho más eficientes que las que se conseguían empleando columnas de platos para destilación fraccionada.
En la columna de destilación, el reflujo o vapor condensado gotea sobre el interior de la columna recubriendo los anillos de Raschig. Por otro lado, el vapor producido por la calefacción del dispositivo asciende por la columna. De esta forma, el vapor generado y el líquido condensado interaccionan en contracorriente en el interior de los anillos de Raschig, tendiendo a establecer un equilibrio. Los componentes menos volátiles se desplazan con el líquido condensado y los más volátiles se desplazan con el vapor generado (es decir, siguen sentidos opuestos).
Los anillos de Raschig se pueden emplear en dispositivos donde se requiera la interacción entre un gas y un líquido, ya sea con el fin de conseguir una absorción del gas, la separación de componentes presentes en la fase líquida o una reacción química. También se emplean en biorreactores como soporte de biopelículas.
Los anillos de Raschig fabricados con vidrio de borosilicato se emplean como relleno de depósitos y tanques que contienen disoluciones de material nuclear fisible (por ejemplo, disoluciones de nitrato de uranilo enriquecido). Su misión en estos casos es actuar como absorbentes de neutrones, disminuyendo el riesgo de accidentes potencialmente críticos.

## Características de los anillos Raschig
| Empaque                                          | Tamaño nominal, mm(in) | Tamaño nominal, mm(in) | Tamaño nominal, mm(in)    | Tamaño nominal, mm(in)    | Tamaño nominal, mm(in)   | Tamaño nominal, mm(in) | Tamaño nominal, mm(in) | Tamaño nominal, mm(in)    | Tamaño nominal, mm(in)  | Tamaño nominal, mm(in) |
| Empaque                                          | 6( 1/4)                | 9.5 (3/8)              | 13( 1/2 )                 | 16(5/8)                   | 19(3/4)                  | 25(1)                  | 32(1 1/4 )             | 38(1 1/2 )                | 50(2)                   | 76(3)                  |
|                                                  | Anillos de Raschig     |                        |                           |                           |                          |                        |                        |                           |                         |                        |
| Cerámica:                                        |                        |                        |                           |                           |                          |                        |                        |                           |                         |                        |
| Espesor de pared, mm Cf CD ϵ aP, m²/m³ (ft2/ft3) | 0.8 1600 0.73 787(240) | 1.6 1000 0.68 508(155) | 2.4 580 909 0.63 364(111) | 2.4 380 749 0.68 328(100) | 2.4 255 457 0.73 262(80) | 3 155 301 0.73 190(58) | 4.8 125 0.74 148(45)   | 4.8 95 181.8 0.71 125(38) | 6 65 135.6 0.74 92(28)  | 9.5 37 0.78 62(19)     |
| Metal 0.8 mm pared                               |                        |                        |                           |                           |                          |                        |                        |                           |                         |                        |
| Cf ϵ aP, m²/m³ (ft2/ft3)                         | 700 0.69 774(236)      | 390                    | 300 0.84 420(128)         | 170                       | 155 0.88 274(83.5)       | 115 0.92 206(62.7)     |                        |                           |                         |                        |
| 1.6 mm pared                                     |                        |                        |                           |                           |                          |                        |                        |                           |                         |                        |
| Cf CD ϵ aP, m²/m³ (ft2/ft3)                      |                        |                        | 410 688 0.73 387(118)     | 290 431                   | 220 485 0.78 236(71.8)   | 137 304 0.85 186(56.7) | 110 0.87 162(49.3)     | 83 172.9 0.90 135(41.2)   | 57 133.5 0.92 103(31.4) | 32 0.95 68(20.6)       |